# Fortaleza de Apano kastro
El castillo de Apano kastro (en griego: Άπανο Κάστρο) es una construcción defensiva medieval situada en el centro de la isla de Naxos, Grecia.

## Historia
La historia del Apano Kastro abarca múltiples épocas, desde la antigüedad clásica debido a que ya era reconocida por su valor estratégico. Durante el periodo bizantino, la fortaleza fue reconstruida para defender el fértil valle de Tragaia de las incursiones de piratas sarracenos. Los bizantinos equiparon el castillo con cisternas y almacenes de alimentos para resistir prolongados asedios, configurándolo como un bastión de resistencia en el corazón de la isla de Naxos.
Tradicionalmente se creía que la forma definitiva del castillo se debía a Marco Sanudo, duque de Naxos, quien habría llevado a cabo su reconstrucción poco después del año 1207, tras la conquista veneciana de las Cícladas. Sanudo, fundador del Ducado de Naxos, fue una figura clave en el establecimiento del dominio latino en el mar Egeo después de la cuarta cruzada. Sin embargo, investigaciones arqueológicas más recientes ponen en duda esta versión. Aunque es probable que Sanudo haya realizado obras de refuerzo en el castillo, los hallazgos sugieren que su configuración final corresponde a una fase posterior, hacia principios del siglo XIV.
Este periodo coincidió con una nueva amenaza para Naxos: las incursiones navales del Imperio otomano. En 1390, el sultán otomano Bayezid I organizó una flota de 60 barcos para saquear las islas del Egeo, con lo que marcaba un cambio crucial en la política naval otomana, que hasta entonces no había representado un peligro significativo en el mar. Ante esta amenaza, se emprendieron importantes obras de reconstrucción en Apano Kastro, que incluyeron la construcción de nuevas murallas y la incorporación de elementos defensivos adaptados a la artillería moderna, como las torres circulares con troneras para cañones. Estas innovaciones representan una transición tecnológica significativa dentro de la arquitectura militar cicládica.
Además, existe evidencia de una nueva fase de reformas hacia el año 1500, durante el breve periodo de administración directa veneciana bajo el duque Francesco III Crispo. En este tiempo, se añadieron nuevas líneas de murallas en el flanco sur del castillo, reforzadas con dos bastiones circulares que aún se conservan. Estos trabajos formaron parte de una estrategia más amplia por parte de la República de Venecia para fortalecer sus posiciones en el Egeo frente al creciente poder otomano. A lo largo de su historia, Apano Kastro fue asediado en múltiples ocasiones, pero rara vez cayó; incluso el temido pirata otomano Jeireddín Barbarroja no logró conquistarlo en 1537. Solo el corsario francés Hugues de Crevelliers logró tomarlo brevemente en 1678, lo que destaca aún más su fortaleza y capacidad de resistencia a lo largo de los siglos.

## Arquitectura
A nivel arquitectónico, el castillo se compone de dos recintos amurallados: uno inferior que rodeaba la base del cerro y otro superior que protegía la acrópolis en la cima. Dentro de esta última, de menos de 3,000 metros cuadrados, se hallaban el bastión principal, una basílica, y el palacio o torre del homenaje que la tradición local atribuye al duque o a una “reina”. Las fortificaciones se construyeron reutilizando materiales de edificaciones antiguas, incluidas estructuras bizantinas y bloques ciclópeos. A pesar de su tamaño reducido, el castillo estaba bien preparado para resistir largos asedios, gracias a cisternas y manantiales cercanos, lo cual aseguraba el abastecimiento de agua.